# Macrotoma serripes
Macrotoma serripes là một loài bọ cánh cứng trong họ Cerambycidae.